# Gura Râului
Gura Râului é uma comuna romena localizada no distrito de Sibiu, na região histórica da Transilvânia. A comuna possui uma área de 100.00 km² e sua população era de 3641 habitantes segundo o censo de 2007.